# Fighter Attack
Pour plus de détails, voir Fiche technique et Distribution.
Fighter Attack est un film américain réalisé par Lesley Selander, sorti en 1953.

## Fiche technique
- Titre : Fighter Attack
- Réalisation : Lesley Selander
- Scénario : Shimon Wincelberg
- Photographie : Harry Neumann
- Pays d'origine : États-Unis
- Format : Couleurs - 1,66:1 - Mono
- Genre : guerre
- Date de sortie : 1953

## Distribution
- Sterling Hayden : Steve
- J. Carrol Naish : Bruno
- Joy Page : Nina
- Kenneth Tobey : George
- Arthur Caruso : Aldo
- Frank DeKova : Benedetto
- James Flavin : Colonel Allison
- Harry Lauter : Lieutenant Duncan
- Anthony Caruso : Aldo
- David Bond : le prêtre
- Roy Jenson : Soldat allemand (non crédité)